# Теракт в Национальном музее Бардо
Теракт в Национальном музее Бардо произошёл 18 марта 2015 года в Тунисе. Ответственность за теракт сразу после его совершения взяла на себя группировка Исламское государство, однако позже стало известно о причастности к атаке Аль-Каиды.

## Ход событий
18 марта 2015 вооруженные люди атаковали Национальный музей Бардо, находящийся рядом с парламентом в столице Туниса, и захватили заложников. По словам охраны, изначально вооружённые люди планировали ворваться в парламент, в котором в это время проходило обсуждение законов по борьбе с терроризмом. Эта информация нашла подтверждение в отчёте исламистов, согласно которому атака на музей и нападение на туристов были начаты после того, как полиция дала отпор наступавшим возле здания парламента. По словам свидетелей, вооружённые винтовками боевики открыли огонь по туристам у входа в музей, рядом со стоявшими там автобусами, и лишь потом вошли внутрь и захватили заложников.
На момент теракта в музее находилось более двухсот человек. Сорок человек было взято в заложники, включая сотрудников мэрии Турина. Операция по освобождению заложников и ликвидации террористов длилась около двух часов. Большую часть посетителей смогли эвакуировать. В ходе спецоперации было убито двое нападающих, один сотрудник полиции и один местный житель.

## Погибшие
В результате теракта погибло 23 человека: 20 иностранных туристов и один полицейский, а также двое нападавших. Восемь туристов было убито в автобусе около музея, ещё двенадцать — внутри здания. Погибло пять граждан Японии, четверо итальянцев, два колумбийца и два испанца, а также по одному жителю России, Великобритании, Австралии, Франции и Польши
По информации, опубликованной в одном из исламистских источников, нападавшими «рыцарями халифата» были Абу Закария аль-Туниси и Абу Анас аль-Туниси. По данным тунисских властей, убитыми во время штурма террористами являлись Яссин Лаабиди, а также Хатем Хачнауи. Лаабиди был ранее известен властям, но не был замечен ни в чём предосудительном. Позже стало ясно, что имена, указанные в обоих источниках, соответствовали одним и тем же людям, так как члены групп джихада часто известны под псевдонимами (фр. noms de guerre).
Данное нападение стало крупнейшим в Тунисе с 2002 года, когда в результате взрыва возле синагоги Эль-Гриба погибло 19 человек, включая 14 немецких туристов.

## Реакция в мире
На следующий день на месте трагедии развернулись антитеррористические протесты: люди вышли с плакатами в поддержку мира в стране, а также со свечами, почтив память погибших. Поддержали местных жителей и туристы, отдыхавшие в 500 км на острове Джерба, вышедшие на улицы на следующий день после трагедии. В социальных сетях получили распространение кампании «Я приеду в Тунис», «Я — Бардо» и «Я — тунисец»: пользователи публиковали свои фотографии и обещали приехать в Тунис на выходных. Власти Туниса оперативно среагировали на происходящее и провели пресс-конференцию, в которой объявили об открытии музея 24 марта.

## Ход следствия
Ответственность за совершение теракта взяла на себя группировка Исламское государство.
26 марта 2015 министр внутренних дел Туниса объявил, что по подозрению в организации теракта было арестовано двадцать три человека, входящих в состав террористической ячейки, осуществившей нападение. Ещё четверо — два марокканца, алжирец и тунисец — находились на свободе. Несмотря на заявление ИГ, министр поставил под сомнение причастность этой организации. По словам министра, нападение было совершено террористической ячейкой «Окба Ибн Нафа», связанной с Аль-Каидой. Члены «Окба Ибн Нафа» на протяжении двух последних лет нападали на военнослужащих на границе Туниса с Алжиром и убили 60 человек с конца 2012 года. Лидер группы Мохамед Эмин Гуэбли также был арестован.

## Последствия
Аналитик BBC Фрэнк Гарднер отметил, что в отличие от Ирака и Ливии, в Тунисе нет провинций, контролируемых Исламским государством. Тунис более развит, чем соседняя Ливия, но наличие большого количества молодых тунисцев, неудовлетворённых политикой государства и его экономическим состоянием, делает страну уязвимой для пропаганды ИГ, стремящегося сделать Тунис одним из североафриканских государств под своим контролем. Именно поэтому Тунис стал «колыбелью» Арабской весны в 2011 году.
Террористическая атака нанесла серьёзный ущерб самому важному сектору экономики Туниса — туристической отрасли, едва сумевшей оправиться от последствий Второй Жасминовой революции и бегства президента Бен Али 14 января 2011. Двенадцать погибших являлись отдыхающими, находящимися в Тунисе в рамках морского круиза. Компании MSC Cruises и Costa Cruises отменили остановки круизных лайнеров в Тунисе, равно как и немецкая компания Hapag-Lloyd Cruises. В то же время, ряд других компаний были вынуждены следовать заранее установленному маршруту с остановкой в Тунисе. Хотя реальный масштаб убытков должен быть известен лишь через несколько месяцев, министр туризма Туниса оптимистично заявила, что несмотря на несколько отменённых заказов, никаких серьёзных последствий для отрасли не ожидается. Позже британские и французские туроператоры приняли решение не отменять рейсы в Тунис, но отказаться от проведения экскурсий. Помимо туризма атака негативно сказалась на непростой политической ситуации в стране, где за прошедшие четыре года так и не была полностью восстановлена экономика, а количество безработных достигло 600 тыс. человек, большинство из которых — выпускники.